# Ignacio Batallan
Segundo Ignacio Batallàn est un joueur hispano-argentin de volley-ball et de beach-volley né le 29 avril 1984 à Catamarca (Argentine). Il mesure 1,93 m et joue Opposite. Il est aussi très connu pour son physique « hors-normes » qui lui vaut le surnom d'Hercules et qui lui a permis de faire quelques prestations en tant que mannequin. 

## Carrière

### Volley

#### Clubs
| Club                              | De   | À    |
| --------------------------------- | ---- | ---- |
| Université de Catamarca           |      |      |
| Associacion Bancaria              |      |      |
| Club Municipalidad de Córdoba     |      |      |
| Club Social y Deportivo La Calera |      |      |
| Club General Paz Juniors          |      |      |
| AD Voleibol Almendralejo          | 2008 | 2009 |
| AD Voleibol Almendralejo          | 2009 | 2010 |
| Multicaja Fabregas Sport          | 2010 | 2011 |
| Multicaja Fabregas Sport          | 2011 | 2012 |
| Club Voleibol Fuengirola          | 2013 | 2014 |

#### Biographie
Nacho a commencé sa carrière à Catamarca (Argentine) dans l'équipe de l'Université de Catamarca et a continué au sein de l'équipe Associacion bancaria. Quand il est parti étudier à Cordoba, il a joué dans le Club Municipalidad de Córdoba, dans le club Social y Deportivo La Calera et dans le club General Paz Juniors, avec lequel il a pu jouer en Liga A2 Argentine la saison 2004-2005. Par la suite il a émigré vers l'Espagne où la saison 2008-2009, il a joué dans l'équipe du AD Voleibol Almendralejo avec lequel il a réussi l’ascension à la catégorie supérieure, la Ligue FEV, en se proclamant champion absolu de la première division, avec une série de 22 victoires sans défaites. L'année suivante il a continué avec la même équipe et réussi la montée en Championnat d'Espagne Ligue 2 de volley-ball masculin. La saison suivante, il a commencé à jouer avec le Multicaja Fabregas Sport, club de Zarragoza, qu termina la saison 2010-2011 dans la 9e position du Championnat d'Espagne de volley-ball masculin, et la saison 2011-2012 en 6e. Nacho a été 7 jours dans les 10 meilleurs marqueurs du Championnat d'Espagne de volley-ball masculin.
Depuis septembre 2013, il joue et il entraine l'équipe du Club voleibol Fuengirola, duquel il est aussi le président. 
En juin 2014, il a reçu le prix du meilleur sportif 2013 de la ville de Fuengirola.

### BeachVolley

#### Partenaires
| Date      | Partenaire          |
| --------- | ------------------- |
| 2008      | Gabriel Fernandez   |
| 2011      | Rafael Gárzon       |
| 2013-2015 | Miguel Ángel de Amo |
| 2016      | Juan Escalona       |

#### Palmarès
- 2011 : 9º Satellite du Championnats d'Europe de beach-volley à Vaduz (Liechtenstein)
- 2013 :  I Internationaux Ville de Valladolid
- 2013 :  I Internationaux Ville de Cambrils
- 2013 :  I Internationaux Ville de Laredo
- 2013 :  I Internationaux de Santanyi Cala D'or
- 2013 :  Championnat d'Espagne de beach volley
- 2013 :  Madison Beach Volley Tour
- 2014 :  I Internationaux de Ibiza
- 2014 :  II Internationaux Ville de Laredo
- 2014 :  I Internationaux de Tarragone
- 2014 :  Madison Beach Volley Tour
- 2014 :  Championnat d'Espagne de beach volley
- 2015 :  III Internacionales Villa de Laredo, Madison Beach Volley Tour
- 2015 :  Trust Kapital OPEN, Kuopio (Finlande).
- 2015 :  Championnat d'Espagne

#### Biographie
Nacho a joué le FIVB Beach Volley World Tour de Barcelone, avec Rafael Gárzon , où ils ont fini en 57e position En 2011, il a joué avec Gabriel Fernandez  le FIVB Beach Volley World Tour de Brasilia, où il a renouvelé la même position et l'épreuve satellite du Championnats d'Europe de beach-volley à Vaduz Liechtenstein où il atteignirent la 9e position.
Depuis l'été 2013, il fait équipe avec Miguel Ángel de Amo, dans l'équipe Batallan-De Amo Voleyplaya,
avec lequel il a joué le Madison BeachVolley Tour Madison BeachVolley Tour, ils furent Vice-champions des I Internationaux Ville de Valladolid, gagnèrent les I Internationaux Ville de Cambrils, furent Vice-champions des I Internationaux Ville de Laredo et des I Internationaux de Santanyi Cala D'or. Ils finirent la saison en étant Vice-Champions d'Espagne à la Reserva de Higuerón (Fuengirola). 
L'été 2014, il a gagné avec Miguel Ángel de Amo les I Internationaux Ville de Ibiza, les II Internationaux Ville de Laredo et les I Internationaux de Tarragone. Ils ont été sacrés Champions du Madison Beach Volley Tour et médaille de bronze au Championnat d'Espagne de beach volley à Fuengirola.
En juillet 2015, il a gagné les III Internacionales Villa de Laredo, épreuve du Madison Beach Volley Tour, avec son désormais partenaire : Miguel Ángel de Amo. Ils ont gagné le Trust Kapital OPEN à Kuopio (Finlande), et finalement se sont imposés comme Vice-champions d'Espagne à la Reserva de Higuerón (Fuengirola)